# (209) Dido
(209) Dido ist ein Asteroid des äußeren Hauptgürtels, der am 22. Oktober 1879 vom deutsch-US-amerikanischen Astronomen Christian Heinrich Friedrich Peters am Litchfield Observatory in New York entdeckt wurde.
Der Asteroid wurde benannt nach Dido (auch Elissa genannt), sie war die Tochter von Mattan I., dem König von Tyros. Ihr Ehemann Sychaeus wurde heimlich von ihrem Bruder Pygmalion wegen seines Geldes ermordet. Sie ging nach Afrika, gründete Karthago und wurde dessen Königin. Als Aeneas nach dem Trojanischen Krieg auf seinem Weg nach Italien nach Karthago kam, verliebte sich Dido in ihn. Als er nach Italien aufbrach, sprach sie einen Fluch gegen die Trojaner aus und erstach sich dann mit ihrem Schwert.

## Wissenschaftliche Auswertung
Mit Daten radiometrischer Beobachtungen im Infraroten mit der Infrared Telescope Facility (IRTF) am Mauna-Kea-Observatorium auf Hawaiʻi vom Dezember 1980 wurden für (209) Dido erstmals Werte für den Durchmesser und die Albedo von 151 km und 0,03 bestimmt. Aus Ergebnissen der IRAS Minor Planet Survey (IMPS) wurden 1992 Angaben zu Durchmesser und Albedo für zahlreiche Asteroiden abgeleitet, darunter auch (209) Dido, für die damals Werte von 159,9 km bzw. 0,03 erhalten wurden. Eine Auswertung von Beobachtungen durch das Projekt NEOWISE im nahen Infrarot führte 2011 zu vorläufigen Werten für den Durchmesser und die Albedo im sichtbaren Bereich von 124,3 km bzw. 0,06. Nachdem die Werte 2012 auf 179,0 km bzw. 0,03 korrigiert worden waren, wurden sie 2014 auf 118,4 km bzw. 0,06 geändert. Nach der Reaktivierung von NEOWISE im Jahr 2013 und Registrierung neuer Daten wurden 2015 Werte für den Durchmesser und die Albedo im sichtbaren Bereich von 166,9 km bzw. 0,04 bestimmt, diese Angaben beinhalten aber hohe Unsicherheiten.
Photometrische Beobachtungen vom 22. April bis 10. Mai 2005 am Palmer Divide Observatory in Colorado ergaben eine Lichtkurve, aus der eine Rotationsperiode von 5,737 h abgeleitet wurde.
Mit einer Auswertung photometrischer Daten des Lowell-Observatoriums und des Gaia DR2-Katalogs konnte im Jahr 2019 durch die Methode der konvexen Inversion ein Gestaltmodell des Asteroiden für zwei alternative Rotationsachsen mit retrograder Rotation bestimmt werden. Die Rotationsperiode wurde zu 5,7356 h bestimmt. Neue photometrische Messungen vom 11. September bis 8. Oktober 2024 am Organ Mesa Observatory in New Mexico wurden zu einer Periode von 5,7356 h ausgewertet.
Zwischen 2012 und 2018 wurden mit der All-Sky Automated Survey for Supernovae (ASAS-SN) auch photometrische Daten von 20.000 Asteroiden aufgezeichnet. Auf mehr als 5000 davon konnte erfolgreich die Methode der konvexen Inversion angewendet werden, darunter auch (209) Dido, für die in einer Untersuchung von 2021 ein verbessertes dreidimensionales Gestaltmodell für zwei alternative Rotationsachsen mit retrograder Rotation und einer Periode von 5,73558 h berechnet wurde.
Abschätzungen von Masse und Dichte für (209) Dido ergaben in einer Untersuchung von 2012 eine Masse von etwa 4,59·1018 kg und mit einem angenommenen Durchmesser von etwa 140 km eine Dichte von 3,17 g/cm³ bei einer Porosität von 25 %. Die Werte besitzen eine sehr hohe Unsicherheit von ±160 %.